# Тилеманс, Юри
Ю́ри Марио́н А. Ти́леманс (нидерл. Youri Marion A. Tielemans; род. 7 мая 1997, Синт-Питерс-Леув, Фламандский регион) — бельгийский футболист, центральный полузащитник английского клуба «Астон Вилла» и сборной Бельгии. Участник двух чемпионатов мира (2018 и 2022) и двух чемпионатов Европы (2020 и 2024).

## Биография
Его отец — бельгиец, мать — конголезка. Тилеманс продолжал учиться в школе после начала профессиональной карьеры. На следующий день после победы в чемпионате отправился на занятия.

## Клубная карьера

### «Андерлехт»
Юри является воспитанником «Андерлехта». Тилеманс уже в пять лет присоединился к академии «Андерлехта». К 14 годам стал одним из лидеров юношеского состава, принимал участие в различных европейских турнирах. А уже в 16 лет Тилеманс удостоился первого профессионального контракта. Накануне сезона 2013/14 был включён в заявку «Андерлехта» на матчи чемпионата Бельгии. Его дебют состоялся 21 июля 2013 года в поединке Суперкубка Бельгии против «Генка» (1:0). Неделю спустя он оказался в заявке на матчи против «Локерена», выйдя на поле уже на 25 минуте вместо травмированного Саши Клештана.
2 октября Тилеманс вышел в стартовом составе поединка Лиги чемпионов против «Олимпиакоса» (0:3). На тот момент ему исполнилось лишь 16 лет и 148 дней. Тилеманс стал самым юным бельгийцем в истории Лиги чемпионов, а также третьим самым молодым игроком из всех стран. В дебютном сезоне чемпионата Бельгии Тилеманс сыграл в 29 матчах, 21 из которых начинал в стартовом составе. Он был признан лучшим молодым игроком Бельгии.
В сезоне 2014/15 Тилеманс провёл 52 матча во всех турнирах, в которых забил 10 голов. Визитной карточкой бельгийца стал плотный дальний удар, после которого мяч по замысловатой траектории облетал голкипера и опускался в дальнем верхнем углу. 30 апреля 2015 года в таком стиле Юри забил гол в ворота «Гента» (1:2). Однако «Андерлехт» проиграл тот матч, да и весь сезон провалил, не выиграв ни одного трофея. Зато в индивидуальном плане Тилеманс провёл выдающийся сезон. Он второй раз подряд удостоился звания лучшего молодого игрока Лиги Жюпилер, а также был признан лучшим бельгийским талантом. Кроме того, за пару недель до конца чемпионата Тилеманс подписал новый контракт с «Андерлехтом» сроком на 5 лет.
Перед стартом сезона 2015/16 Тилеманс стал самым молодым капитаном в истории «Андерлехта». По мнению местных СМИ, таким образом бельгийский коллектив удержал своего воспитанника от перехода в один из европейских грандов. А Юри было куда переходить. Им активно интересовались дортмундская «Боруссия», «Челси», «Вольфсбург», «Атлетико», «Манчестер Юнайтед» и «Барселона». Скауты «сине-гранатовых» трижды приезжали посмотреть на игру Юри. Однако бельгиец продолжал выступать в родной команде, дойдя с ней до 1/8 Лиги Европы. 10 декабря помог «Андерлехту» обыграть дома «Карабах» (2:1), отметившись первой голевой передачей за 102 матча.
В мае 2016 года Тилеманс был близок к переходу в «Атлетико». Представители «матрасников» даже приезжали в Бельгию для обсуждения возможного трансфера. Однако Юри остался в «Андерлехте», чтобы уйти на пике славы. Начало сезона для «Андерлехта» не задалось: клуб вылетел из квалификационного раунда Лиги чемпионов, уступив дома «Ростову» (0:2). Зато в Лиге Европы «Андерлехт» легко вышел из группы и дошёл до четвертьфинала, где оказал достойное сопротивление «Манчестер Юнайтед».
Тилеманс много забивал и раздавал, набрав в общей сложности 34 очка за результативность. Но ещё больше он создавала для своих партнёров. Показательным получился поединок против «Манчестер Юнайтед», в котором Юри создал как минимум три 100-процентных момента, но его партнёры подвели с реализацией. Зато в национальном чемпионате Тилеманс привёл свою команду к чемпионству и был признан лучшим игроком сезона.

### «Монако»
Летом 2017 года Тилеманс мог оказаться в любом европейском гранде. Но сам Тилеманс выбрал «Монако». 24 мая монегаски объявили о подписании 5-летнего контракта с футболистом. Сумма сделки составила около 25 миллионов евро. Коллектив Леонарду Жардима смог выиграть Лигу 1 и вышел в полуфинал Лиги чемпионов. Здесь Тилеманс получил возможность играть бок о бок с лучшими талантами французского футбола. Трансфер Тилеманса стал рекордным для «Андерлехта» и всего бельгийского футбола.

#### «Лестер Сити»
30 января 2019 года «Монако» договорился об обмене Тилеманса на португальского полузащитника «Лестера» Адриена Силву. Тилеманс по условиям обмена на правах аренды отправится в английскую команду, а французский клуб арендует Силву. 26 февраля в матче против «Брайтона» отдал первую голевую передачу за клуб.
8 июля «Лестер» полностью выкупил трансфер бельгийца за 40 млн ₤ и подписал с Тилемансом контракт на 4 года.

#### «Астон Вилла»
Летом 2023 года после вылета «Лестера» из Английской Премьер-лиги Юри не стал продлевать с ним контракт и бесплатно перешёл в «Астон Виллу». Первые матчи в новой команде Тилеманс не проводил в стартовом составе. Первый гол за «львов» забил 26 октября в матче Лиги конференций против АЗ, впервые в Премьер-лиге отличился 3 февраля 2024 года в игре с «Шеффилдом Юнайтед».

## Карьера в сборной
Он представлял Бельгию на юношеском уровне, с 2013 года защищает цвета молодёжной сборной этой страны. 10 ноября 2016 года дебютировал в национальной сборной, выйдя на замену в конце товарищеского матча с Нидерландами (1:1). 21 марта 2019 года забил дебютный гол в ворота сборной России (3:1).

## Достижения

### Командные
«Андерлехт»
- Чемпион Бельгии (2): 2013/14, 2016/17[18]
- Обладатель Суперкубка Бельгии (2): 2013, 2014[19]

«Лестер Сити»
- Обладатель Кубка Англии: 2020/21
- Обладатель Суперкубка Англии: 2021

### Личные
- Лучший молодой футболист года в Бельгии: 2013/14
- Лучший игрок сезона «Лестер Сити»: 2020/21
- Входит в состав символической сборной года Лиги Европы УЕФА: 2016/17[20]

## Статистика
| Выступление      | Выступление      | Выступление      | Чемпионат | Чемпионат | Кубки | Кубки | Еврокубки | Еврокубки | Прочие | Прочие | Итого | Итого |
| Клуб             | Лига             | Сезон            | Игры      | Голы      | Игры  | Голы  | Игры      | Голы      | Игры   | Голы   | Игры  | Голы  |
| ---------------- | ---------------- | ---------------- | --------- | --------- | ----- | ----- | --------- | --------- | ------ | ------ | ----- | ----- |
| Андерлехт        | Лига Жюпиле      | 2013/14          | 29        | 1         | 2     | 1     | 4         | 0         | 0      | 0      | 35    | 2     |
| Андерлехт        | Лига Жюпиле      | 2014/15          | 39        | 6         | 4     | 2     | 8         | 0         | 1      | 0      | 52    | 8     |
| Андерлехт        | Лига Жюпиле      | 2015/16          | 34        | 6         | 2     | 1     | 9         | 0         | 0      | 0      | 45    | 7     |
| Андерлехт        | Лига Жюпиле      | 2016/17          | 37        | 13        | 1     | 0     | 15        | 5         | 0      | 0      | 53    | 18    |
| Андерлехт        | Итого            | Итого            | 139       | 26        | 9     | 4     | 36        | 5         | 1      | 0      | 185   | 35    |
| Монако           | Лига 1           | 2017/18          | 27        | 0         | 3     | 0     | 4         | 1         | 1      | 0      | 35    | 1     |
| Монако           | Лига 1           | 2018/19          | 20        | 5         | 3     | 0     | 6         | 0         | 1      | 0      | 30    | 5     |
| Монако           | Итого            | Итого            | 47        | 5         | 6     | 0     | 10        | 1         | 2      | 0      | 65    | 6     |
| Лестер Сити      | Премьер-лига     | 2018/19          | 13        | 3         | 0     | 0     | 0         | 0         | 0      | 0      | 13    | 3     |
| Лестер Сити      | Премьер-лига     | 2019/20          | 37        | 3         | 7     | 2     | 0         | 0         | 0      | 0      | 44    | 5     |
| Лестер Сити      | Премьер-лига     | 2020/21          | 38        | 6         | 6     | 3     | 7         | 0         | 0      | 0      | 51    | 9     |
| Лестер Сити      | Премьер-лига     | 2021/22          | 32        | 6         | 4     | 1     | 13        | 0         | 1      | 0      | 50    | 7     |
| Лестер Сити      | Премьер-лига     | 2022/23          | 31        | 3         | 6     | 1     | 0         | 0         | 0      | 0      | 37    | 4     |
| Лестер Сити      | Итого            | Итого            | 151       | 21        | 23    | 7     | 20        | 0         | 1      | 0      | 195   | 28    |
| Астон Вилла      | Премьер-лига     | 2023/24          | 32        | 2         | 3     | 0     | 11        | 1         | 0      | 0      | 46    | 3     |
| Астон Вилла      | Итого            | Итого            | 32        | 2         | 3     | 0     | 11        | 1         | 0      | 0      | 46    | 3     |
| Всего за карьеру | Всего за карьеру | Всего за карьеру | 369       | 54        | 41    | 11    | 77        | 7         | 4      | 0      | 491   | 72    |